# Asse (Durance)
Die Asse (im Oberlauf: Asse de Clumanc) ist ein Fluss in Frankreich, der im Département Alpes-de-Haute-Provence in der Region Provence-Alpes-Côte d’Azur verläuft. Sie entspringt in den Provenzalischen Alpen östlich von Digne-les-Bains, im Gemeindegebiet von Tartonne, an der Bergkette Crête du Pré de l’Évêque, entwässert anfangs in südlicher Richtung und nimmt bei Barrême ihre Nebenflüsse Asse de Moriez und Asse de Blieux auf. Dann wendet sie sich gegen Nordwest, schwenkt später auf Südwest und durchquert die Hochebene von Valensole. Hier bildet sie streckenweise auch die Nordgrenze des Regionalen Naturpark Verdon. Schließlich mündet die Asse nach insgesamt rund 76 Kilometern an der Gemeindegrenze von Oraison und Valensole als linker Nebenfluss in einen Seitenarm der Durance.

## Orte am Fluss
- Plan de Chaude, Gemeinde Tartonne
- Barrême
- Mézel
- Estoublon
- Bras-d’Asse
- Brunet